# Erin Moran
Pour les articles homonymes, voir Moran.
Ne doit pas être confondu avec Erin Molan.
Erin Marie Morin Fleischmann dite Erin Moran, est une actrice américaine née le 18 octobre 1960 à Burbank, en Californie, aux États-Unis, et morte le 22 avril 2017 à Corydon, en Indiana, aux États-Unis, à l'âge de 56 ans.

## Biographie

### Enfance & formation
Erin Moran est née le 18 octobre 1960 à Burbank, en Californie, aux États-Unis.

### Carrière
Erin Moran est la cinquième d’une fratrie de six enfants. 
Elle tourne dans son premier spot publicitaire à l'âge de six ans et participe régulièrement aux émissions télévisées Daktari (1968-69) et « the Don Rickles show » (1972). Avant Happy Days elle effectue quelques apparitions dans divers projets à la tv, au théâtre ou au cinéma : My three sons, Family affair, How sweet it is (1968), Watermelon man (1970).
Après le succès fulgurant de Happy days, où elle joue un rôle de plus en plus important au fil des saisons, Erin Moran devient la coprotagoniste de la série TV Joanie loves Chachi , un spin-off de Happy days. Quand cette série a pris fin en 1983, elle revient dans Happy days pour la dernière saison.
À la fin des années 80, après une période marquée par des problèmes personnels, elle reprend ses activités d'actrice et participe à trois épisodes de La croisière s’amuse et un épisode de Arabesque. Après un petit rôle dans le film Dear God de Garry Marshall en mars 1997, elle participe à une émission spéciale sur vh-1 Groovin' on the tube.

### Vie privée
Les dernières années de sa vie sont marquées par une ruine financière et une dépression, l'actrice ayant eu du mal à renouer avec le succès.

### Décès
Erin Moran est retrouvée sans vie le 22 avril 2017 dans sa résidence de Corydon, dans l'Indiana. L'autopsie conclut à une mort causée par des complications d'un cancer de stade 4.

## Filmographie

### Cinéma
- 1968 : Adorablement vôtre (How Sweet It Is!) : Little Girl
- 1969 : 80 Steps to Jonah (en) de Gerd Oswald : Kim
- 1970 : Watermelon Man : Janice Gerber
- 1977 : Le Petit Cheval bossu (The Magic Pony) (voix)
- 1981 : La Galaxie de la terreur (Galaxy of Terror) : Alluma

### Télévision
- 1968 : Daktari (série télévisée) : Jenny Jones
- 1970 : Mes trois fils (My Three Sons) (TV) : Victoria
- 1971 : Gunsmoke (Gunsmoke) (TV) : Jenny
- 1972 : The Don Rickles Show (en) (série télévisée) : Janie Robinson
- 1973 : Lisa, Bright and Dark (TV)
- 1974-1984 : Happy Days (Happy Days) (série télévisée) : Joanie Cunningham (en)
- 1975 : La Famille des collines (The Waltons) (TV): Sally Ann Harper
- 1978 : L'Ancien Testament (Greatest Heroes of the Bible) (feuilleton TV) : Tova
- 1981 : Twirl (TV) : Bonnie Lee Jordan
- 1983 : Hôtel (Hotel) (série télévisée) : Karen Donnelly